# 漂移项
漂移项（英語：drift term）表示随机过程中，时间序列的正或负趋势。当随机变量是金融资产时，作出正的漂移假设是合适的，因为风险资产应该提供正的收益以补偿投资者所承担的风险，这样漂移类似于期望收益。變量{\displaystyle s}的漂移参数{\displaystyle a}表示每段小时间{\displaystyle \mathrm {d} t}中，因漂移產生的变化為{\displaystyle a\mathrm {d} t}。若衹考慮漂移，每段小时间{\displaystyle \mathrm {d} t}导致的期望收益变化{\displaystyle \mathrm {d} s}就等於{\displaystyle a\mathrm {d} t}。
漂移項可与維納過程结合在一起，即可以考慮一个随机过程為漂移和基本維納过程两项之和。现在随机变量的变化有两个原因。第一个原因是在小的时间间隔{\displaystyle \mathrm {d} t}，收益的期望值{\displaystyle a\mathrm {d} t}；第二个原因是随机变化，它用基本Wiener过程{\displaystyle \sigma \mathrm {d} W_{t}}（即布朗運動{\displaystyle \sigma \mathrm {d} B_{t}}）去描述。这样资产价格在小的时间间隔上的变化，可以用下面的随机微分方程描述：
{\displaystyle \mathrm {d} s=a\mathrm {d} t+\sigma \mathrm {d} W_{t}.}